# Elías Bazzi
Elías Iván Bazzi (* 23. Mai 1981 in Villa del Rosario, Provinz Córdoba) ist ein ehemaliger libanesisch-argentinischer Fußballspieler. Der Außenverteidiger bestritt insgesamt 99 Spiele in der argentinischen Primeria División und der rumänischen Liga 1.

## Karriere
Bazzi begann seine Karriere bei den Boca Juniors in der argentinischen Primera División, kam dort aber kaum zum Einsatz. Im Jahr 2002 wechselte er zu Sportivo Italiano in die drittklassige Primera B Metropolitana. Auch dort konnte er sich nicht durchsetzen und schloss sich im Jahr 2004 Godoy Cruz in der Nacional B, der zweiten argentinischen Liga, an.
Anfang des Jahres 2005 verließ Bazzi Argentinien und wechselte in die rumänische Divizia A zu Național Bukarest, wo er die Saison auf dem vierten Platz beenden konnte. In der folgenden Spielzeit kam er bei Național kaum noch zum Zuge und wechselte zum Ligakonkurrenten FC Argeș Pitești. Mit Pitești musste er im Jahr 2007 den Gang in die Liga II antreten, schaffte aber den sofortigen Wiederaufstieg. In der folgenden Saison gelang zwar sportlich der Klassenerhalt, der Verein wurde aber zum Zwangsabstieg verurteilt.
Im Sommer 2010 wechselte Bazzi zu Dinamo Bukarest, womit ihm die Rückkehr ins Oberhaus gelang. Nachdem er sich bei Dinamo nicht durchsetzen konnte, verließ er den Klub nach einem halben Jahr wieder und wechselte zum Ligakonkurrenten Universitatea Cluj. Nach einem Jahr zog es ihn Anfang 2012 zurück zu Argeș Pitești in die Liga II. Mitte 2012 kehrte er zu CA Talleres in sein Heimatland zurück. Anfang 2015 schloss er sich Gimnasia y Tiro de Salta an.

## Erfolge
- Argentinischer Meister: 2001
- Aufstieg in die Liga 1: 2008